# Shou-Lao
Shou-Lao (alternativamente escrito Shao-Lao) é um personagem fictício que aparece nas revistas em quadrinhos americanas publicadas pela Marvel Comics.

## Biografia ficcional do personagem
Shou-Lao é um dragão chinês imortal que se tornou a fonte de poder em K'un-L'un. Durante uma performance dos cavaleiros do dragão de K'un-Lun para o entretenimento de seu Yu-Ti, Shou-Lao foi furioso e atacou o líder da cidade. Ele foi morto por Quan-St'ar, que cortou o coração do dragão. Enfurecido com isso, Yu-Ti baniu Quan-St'ar da cidade e reviveu Shou-Lao derretendo seu coração e colocando-o em uma caverna sagrada. Após esse incidente, aqueles que se tornaram Punho de Ferro tiveram que realizar o teste final de derrotar Shou-Lao para absorver parte de seu poder. Isso foi feito mais de 66 vezes.
Quando Danny Rand estava se tornando o próximo Punho de Ferro, ele derrotou Shou-Lao ao queimar a tatuagem em forma de dragão em seu peito. Depois de derrotar Shou-Lao, Danny Rand mergulhou suas mãos no braseiro que continha o coração imortal de Shou-Lao e o carregou com o poder do Punho de Ferro.
Durante o enredo de Avengers vs. X-Men, os X-Men lutaram contra os Vingadores em K'un-L'un quando Hope Summers e Lei-Kung vieram cavalgando Shou-Lao, que cospe fogo no Ciclope habilitado com a Força Fênix. Infelizmente, Shou-Lao era muito jovem para fazer uma luta e seus pilotos foram desalojados. No entanto, Hope foi capaz de desencadear uma combinação de energia do dragão, fogo e magia do caos para banir Ciclope para a Lua.

## Poderes e habilidades
Shou-Lao tem habilidades de dragão como ser capaz de respirar fogo. Ele também pode atacar em velocidades rápidas.

## Em outras mídias

### Televisão
- Shou-Lao aparece no episódio "Strange" da série animada Ultimate Spider-Man, dublado por Mark Hamill. Pesadelo faz Punho de Ferro reviver sua luta feroz contra Shou-Lao. Com a ajuda do Homem-Aranha, Punho de Ferro quebra a ilusão de Pesadelo ao derrotar Shou-Lao.

#### Universo Marvel Cinematográfico
- Shou-Lao é apresentado na série de televisão Iron Fist. Ele aparece brevemente no episódio "Dragon Plays with Fire", durante um dos flashbacks explicando como o protagonista recebeu seus poderes, onde os olhos vermelhos brilhantes de Shou-Lao podem ser vistos. Finn Jones, que interpreta Punho de Ferro na série, afirmou que Shou-Lao seria explicado e referenciado durante a primeira temporada, com o personagem sendo mais explorado em futuras temporadas.[4][5] Além disso, Finn afirmou que não poderiam mostrar Shou-Lao na tela devido a restrições orçamentárias. Em suas próprias palavras, Finn declarou: "Nós adoraríamos ter o orçamento para que a série tivesse um dragão no estilo de Game of Thrones. Mas, infelizmente, tivemos um orçamento limitado. É a natureza da série."[6]